# Omicron Aquilae
Omicron Aquilae (54 Aquilae) é uma estrela múltipla na direção da constelação de Aquila. Possui uma ascensão reta de 19h 51m 01.50s e uma declinação de +10° 24′ 57.8″. Sua magnitude aparente é igual a 5.12. Considerando sua distância de 63 anos-luz em relação à Terra, sua magnitude absoluta é igual a 3.68. Pertence à classe espectral F8V.